# ドラマティックに恋して
「ドラマティックに恋して」（ドラマティックにこいして）は、日本の女性歌手、広瀬香美の4枚目のシングル。1994年5月11日にビクターエンタテインメントよりリリースされた。

## 概要
表題曲「ドラマティックに恋して」は、フジテレビ系ドラマ「上を向いて歩こう!」の主題歌として使用され、広瀬にとってこれが初のドラマ主題歌となった。
自身5番目の売上を記録したシングルであり、冬以外の時期にリリースされた作品としては最大の売上となった。
カップリング曲「言えない気持ち」は1stアルバム『Bingo!』収録曲のリカット。

## 収録曲
作詞・作曲：広瀬香美
1. ドラマティックに恋して
編曲：広瀬香美
2. 言えない気持ち
編曲：藤原ヒロシ・宮崎泉
3. ドラマティックに恋して（オリジナル・カラオケ）
4. 言えない気持ち（オリジナル・カラオケ）

## 収録アルバム
- Bingo! (#2)
- Harvest (#1、LA.MIX)
- SINGLE COLLECTION (#1)
- Winter High!! 〜Best Of Kohmi's Party〜 (#1)
- THE BEST "1992-2018" + "雪"Setlist Non-Stop Mix (#1)